# Version intégrale
Version intégrale è il sesto album in studio del cantante canadese Garou, pubblicato nel 2010.

## Tracce
1. J'avais besoin d'être là — 3:57 (Jacques Veneruso)
2. Version intégrale — 3:37 (Marc Dupré)
3. Je resterai le même — 4:46 (Iren Bo, Patrick Hampartzoumian)
4. Si tu veux que je ne t'aime plus — 2:36 (François Welgryn, Davide Esposito)
5. For You — 3:29 (Jean-Jacques Goldman, Garou, Carole Fredericks, Jacques Veneruso)
6. Salutations distinguées — 4:45 (Pascal Obispo)
7. Je l'aime encore — 4:20 (Félix Gray)
8. Bonne espérance — 4:00 (Mike Ibrahim)
9. Mise à jour — 3:40 (Garou)
10. Un nouveau monde — 3:53 (Jacques Veneruso)
11. Passagers que nous sommes — 3:17 (Marie Bastide)
12. T'es là — 3:23 (Garou)
13. La scène — 3:23